# José Alencar

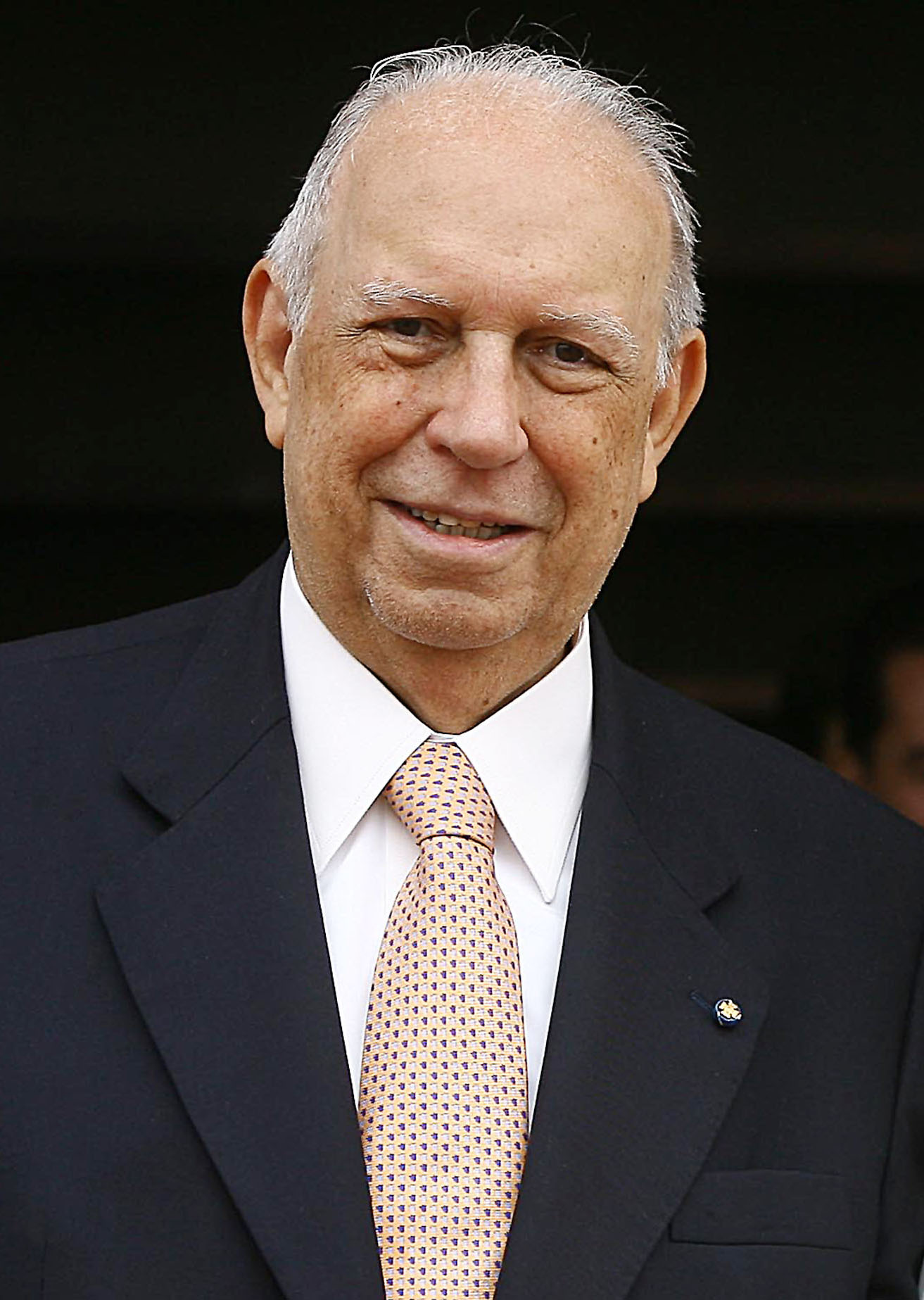
José Alencar (2007)

José Alencar Gomes da Silva (* 17. Oktober 1931 in Muriaé; † 29. März 2011 in São Paulo) war ein brasilianischer Politiker und Unternehmer.

## Leben
Er entstammte einer Kleinunternehmerfamilie und wurde als elftes Kind laut eigener Biographie schon früh zur Arbeit herangezogen. 1950 gründete er sein erstes Unternehmen, einen kleinen Laden. Weitere folgten im Laufe der Zeit. Er war dabei außerordentlich erfolgreich und leitete schließlich zusammen mit seinem Sohn Christiano den Konzern Coteminas, das mit über 15.000 Beschäftigten größte Textilunternehmen Brasiliens mit Hauptsitz in der Stadt Montes Claros in Minas Gerais. Bei der Führung seiner Unternehmen und beim Umgang mit Gewerkschaften wurde ihm eine harte Hand nachgesagt.
Seine politische Laufbahn begann er 1994 mit einer erfolglosen Kandidatur für das Gouverneursamt in seinem Heimatstaat. 1998 wurde er in den brasilianischen Senat gewählt. Dort war er in den Ausschüssen für wirtschaftliche Angelegenheiten und für soziale Angelegenheiten tätig. Bei der Präsidentenwahl 2002 unterstützte er, als Mitglied der rechtskonservativen Partido Liberal (PL „Liberale Partei“) den eher links eingeordneten Luiz Inácio Lula da Silva von der Partido dos Trabalhadores (PT „Arbeiterpartei“) und wurde durch dessen Wahlsieg am 1. Januar 2003 zum Vizepräsidenten von Brasilien. Von 2004 bis 2006 hatte er zugleich das Amt des Verteidigungsministers inne. 2006 wechselte er, wie auch viele seiner Parteikollegen, vor den in diesem Jahr stattfindenden Präsidentschaftswahlen zur neugegründeten Partei Partido Republicano Brasileiro (PRB) über. Dieser Partei werden enge Verbindungen zur Igreja Universal do Reino de Deus, einer evangelikalen Freikirche, nachgesagt. Sie betreibt einen eigenen Fernsehsender, TV-Record, den zweitwichtigsten Fernsehsender des Landes. Im Oktober 2006 wurde Lula da Silva wiedergewählt und mit ihm José Alencar erneut Vizepräsident von Brasilien. Am 1. Januar 2011 schied er mit Ende seiner zweiten Amtszeit aus dem Amt des Vizepräsidenten aus, sein Nachfolger wurde Michel Temer.
José Alencar starb am 29. März 2011 an einer Krebserkrankung. Die Krankheit war erstmals 1997 bei ihm diagnostiziert worden. Während seiner Zeit als Vizepräsident war Alencar mehrfach behandelt worden.

## Parteizugehörigkeiten, tabellarisch
| Partei                                                  | Dauer     |
| ------------------------------------------------------- | --------- |
| Partido do Movimento Democrático Brasileiro (PMDB)      | 1993–2002 |
| Partido Liberal (1985) (PL)                             | 2002–2005 |
| Partido Republicano Brasileiro (PRB) heute Republicanos | 2005–2011 |